# Grums kommun
Grums kommun är en kommun i Värmlands län. Centralort är Grums. 

## Administrativ historik
Kommunens område motsvarar socknarna: Borgvik, Ed, Grums och Värmskog. I dessa socknar bildades vid kommunreformen 1862 landskommuner med motsvarande namn.
I Grums landskommun inrättades 26 maj 1939 Grums municipalsamhälle som upplöstes vid årsskiftet 1947/1948 då Grums köping bildades genom en ombildning av landskommunen.
Vid kommunreformen 1952 bildades i området "storkommunerna" Ed (av de tidigare kommunerna Borgvik och Ed) och Stavnäs (av Högerud, Stavnäs och Värmskog) medan Grums köping förblev opåverkad.
1969 inkorporerades Eds landskommun i Grums köping. Grums kommun bildades vid kommunreformen 1971 av Grums köping samt en del ur Stavnäs landskommun (Värmskogs församling).
Kommunen ingick från bildandet till 7 februari 2005 i Karlstads domsaga och ingår sen dess i Värmlands domsaga.

## Geografi
Kommunen ligger vid Vänerns nordvästra strand ungefär 25 kilometer väster om Karlstad. Kommunen gränsar till Karlstads kommun, Kils kommun, Arvika kommun, och Säffle kommun.

### Topografi och hydrografi
Sjöarna inom kommunen, inklusive Grumsfjorden som är en avsnörd del av Vänern och Värmeln–Långsjökomplexet, följer berggrundens sprickmönster, där den sydvästra delen bildar ett tydligt rutmönster medan mönstret i norra delen är mer komplicerat på grund av den varierande berggrundsbildningen. Efter isavsmältningen täcktes området till stor del av vatten, och på Näshöjderna eroderade vågorna bort finare material och lämnade efter sig en bred blockzon med ett stentorg på 175 meter över havet, vilket också markerar högsta kustlinjen. När landhöjningen skedde, fördes material ned från höjderna och ackumulerades i dalgångarna.
Därför består höjderna idag till stor del av hällmark, ibland med ett tunt täcke av morän, medan sedimentjordar återfinns i dalgångarna. Det största sammanhängande sedimentområdet ligger norr om Grumsfjorden, där lerjorden är lämplig för jordbruk.
Grums kommun har 30 mil strand mot Vänern som är Västeuropas största insjö. Fiske rekommenderas bland annat i sjöarna Lill-Emsen, Stor-Emsen, Portilasjön och Värmeln. Ekholmssjön har haft problem med övergödning och 2015 beviljades Grums och Säffle kommuner medel från Länsstyrelsen för att åtgärda problemet.
Nedan presenteras andelen av den totala ytan 2020 i kommunen jämfört med riket.
|  | Bebyggelse (4,9 %) |

|  | Skog (77,7 %) |

|  | Öppen myrmark (1,8 %) |

|  | Jordbruksmark (12,3 %) |

|  | Övrig mark (3,3 %) |

|  | Bebyggelse (3,1 %) |

|  | Skog (68,0 %) |

|  | Öppen myrmark (7,2 %) |

|  | Jordbruksmark (7,4 %) |

|  | Övrig mark (14,3 %) |

### Naturskydd
År 2022 fanns fyra naturreservat i Grums kommun. Getgarsudde är beläget vid Vänern och är även klassat som ett Natura 2000-område. Reservatet bildades "för att bevara ett attraktivt avsnitt av Vänerkusten i oförändrat skick samt att bevara områdets intressanta ytformer och strandvegetation". De andra naturreservaten Gårdsviksfjället, Ryen och västra delen av Värmlandsskärgården.

### Administrativ indelning
Fram till 2016 var kommunen, för befolkningsrapportering, indelad i tre församlingar – Ed-Borgviks församling, Grums församling och Värmskogs församling.

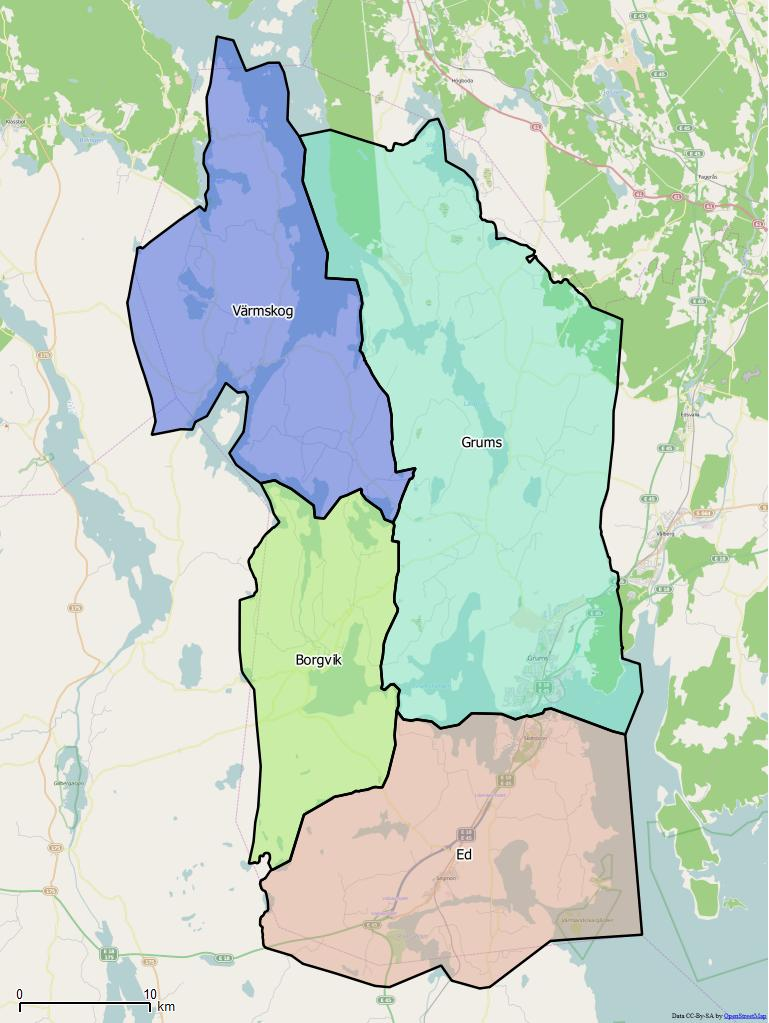
Distrikt (socknar) inom Grums kommun

Från 2016 indelas kommunen i fyra distrikt, vilka motsvarar de tidigare socknarna – Borgvik, Ed, Grums och Värmskog.

### Tätorter
Vid tätortsavgränsningen av Statistiska centralbyrån den 31 december 2015 fanns det tre tätorter i Grums kommun
| Nr | Tätort     | Folkmängd |
| -- | ---------- | --------- |
| 1  | Grums      | 5 040     |
| 2  | Slottsbron | 1 010     |
| 3  | Segmon     | 416       |

Centralorten är i fet stil.

## Styre och politik

### Styre
Mandatperioden 2010–2014 styrdes kommunen av Socialdemokraterna som hade egen majoritet. Med 51,1 procent av rösterna i valet 2014 fortsatte Socialdemokraterna styra i majoritet. I valet 2018 ökade andelen röster på Socialdemokraterna och de fick fortsatt stöd att styra ensamma i majoritet.
Mandatperioden 2022–2026 styr Socialdemokraterna i koalition med Vänsterpartiet.

### Kommunfullmäktige

#### Presidium
| Presidium 2022–2026    | Presidium 2022–2026 | Presidium 2022–2026 |
| ---------------------- | ------------------- | ------------------- |
| Ordförande             | S                   | Gun-Britt Arvholm   |
| Förste vice ordförande | S                   | Leif Haraldsson     |
| Andre vice ordförande  | M                   | Judith Kisch        |

#### Mandatfördelning 1970–2022
| 2 | 25 | 9 | 3 | 2 |

| 30 | 11 |

| 3 | 26 | 12 | 2 | 2 |

| 32 | 13 |

| 2 | 25 | 12 | 3 | 3 |

| 29 | 16 |

| 3 | 25 | 10 | 3 | 4 |

| 28 | 17 |

| 3 | 27 | 8 | 2 | 5 |

| 25 | 20 |

| 2 | 27 | 7 | 4 | 5 |

| 28 | 17 |

| 3 | 26 |  | 8 | 3 | 4 |

| 25 |  | 19 |

| 2 | 19 |  | 6 | 5 | 2 | 4 |

| 22 | 17 |

| 2 | 22 | 2 |  | 3 | 5 |  | 3 |

| 20 | 19 |

| 3 | 13 |  | 3 | 3 | 4 |  | 3 |

| 14 | 17 |

| 2 | 17 | 2 |  | 4 | 2 | 3 |

| 14 | 17 |

| 2 | 16 | 2 | 4 |  |  | 5 |

| 17 | 14 |

|  | 17 |  |  | 4 |  | 6 |

| 15 | 16 |

|  | 16 | 2 | 3 | 4 | 5 |

| 14 | 17 |

|  | 17 |  | 5 | 3 | 4 |

| 13 | 18 |

|  | 15 |  | 6 | 2 | 6 |

| 13 | 18 |

### Nämnder

#### Kommunstyrelse
Kommunstyrelsen i Grums kommun utgörs av 13 ordinarie ledamöter. Förutom det som åligger kommunstyrelsen enligt lag är kommunstyrelsen även ansvarig för:
- vård, omsorg och utbildning
- kommunteknik, bygglovs- och miljötillsynsärenden, folkhälsofrågor, kost och städ samt bibliotek, kultur och turism
- ekonomi-, personal-, näringslivs- och organisationsfrågor

För att underlätta sitt arbete ska kommunstyrelsen i Grums kommun ha tre utskott: utbildnings- och omsorgsutskottet, samhällsbyggnadsutskottet samt planeringsutskottet.
Kommunstyrelsens ordförande är kommunens enda kommunalråd.
| Presidium 2022–2026    | Presidium 2022–2026 | Presidium 2022–2026 |
| ---------------------- | ------------------- | ------------------- |
| Ordförande             | S                   | Malin Hagström      |
| Förste vice ordförande | S                   | Tomas Nilsson       |
| Andre vice ordförande  | M                   | Ulrika Jacobs       |

#### Lista över kommunstyrelsens ordförande
- Rune Strömberg, Socialdemokraterna, 1992–1 juli 2005[22]
- Torbjörn Bood, Socialdemokraterna, 2006–2014[23]
- Leif Haraldsson, Socialdemokraterna, 2014–31 december 2020[24]
- Malin Hagström, Socialdemokraterna, 1 januari 2021–[25]

Denna lista hämtas från Wikidata. Informationen kan ändras där.

#### Övriga nämnder
| Nämnd       | Ordförande | Ordförande       | Vice ordförande | Vice ordförande |
| ----------- | ---------- | ---------------- | --------------- | --------------- |
| Jävsnämnden | M          | Karl Martinsson  | S               | Sture Sköld     |
| Valnämnden  | S          | Agneta Andersson | M               | Judith Kisch    |

## Ekonomi och infrastruktur

### Näringsliv
Näringslivet i området har en lång historia som sträcker sig tillbaka till 1300-talet. Borgvik utmärker sig som en av Värmlands mest välbevarade bruksmiljöer från äldre tider. I dagens kommun är massa- och pappersindustrin dominerande, med företag som KorsnäsBillerud AB Gruvöns Bruk och Stora Enso Timber Gruvöns Sågverk som centrala aktörer i kommunen. Utöver dessa finns andra betydande arbetsgivare såsom Industri Mekano AB, kommunen själv och regionen.

### Infrastruktur

#### Transporter
Kommunen är genomkorsad av  järnvägslinjen Göteborg–Kil(–Karlstad) och Europaväg 18.

## Befolkning

### Demografi

#### Befolkningsutveckling
Kommunen har 8 965 invånare (31 mars 2025), vilket placerar den på 237:e plats avseende folkmängd bland Sveriges kommuner.
| Befolkningsutvecklingen i Grums kommun 1810–2020        | Befolkningsutvecklingen i Grums kommun 1810–2020 | Befolkningsutvecklingen i Grums kommun 1810–2020 | Befolkningsutvecklingen i Grums kommun 1810–2020 | Befolkningsutvecklingen i Grums kommun 1810–2020 |
| ------------------------------------------------------- | ------------------------------------------------ | ------------------------------------------------ | ------------------------------------------------ | ------------------------------------------------ |
|                                                         |                                                  |                                                  |                                                  |                                                  |
| År                                                      |                                                  |                                                  | Folkmängd                                        |                                                  |
| 1810                                                    | 1810                                             |                                                  | 5 147                                            |                                                  |
| 1820                                                    | 1820                                             |                                                  | 5 702                                            |                                                  |
| 1830                                                    | 1830                                             |                                                  | 6 163                                            |                                                  |
| 1840                                                    | 1840                                             |                                                  | 6 905                                            |                                                  |
| 1850                                                    | 1850                                             |                                                  | 7 635                                            |                                                  |
| 1860                                                    | 1860                                             |                                                  | 7 971                                            |                                                  |
| 1870                                                    | 1870                                             |                                                  | 8 216                                            |                                                  |
| 1880                                                    | 1880                                             |                                                  | 8 286                                            |                                                  |
| 1890                                                    | 1890                                             |                                                  | 8 286                                            |                                                  |
| 1900                                                    | 1900                                             |                                                  | 8 489                                            |                                                  |
| 1910                                                    | 1910                                             |                                                  | 8 300                                            |                                                  |
| 1920                                                    | 1920                                             |                                                  | 7 391                                            |                                                  |
| 1930                                                    | 1930                                             |                                                  | 7 765                                            |                                                  |
| 1940                                                    | 1940                                             |                                                  | 8 183                                            |                                                  |
| 1950                                                    | 1950                                             |                                                  | 8 800                                            |                                                  |
| 1960                                                    | 1960                                             |                                                  | 10 062                                           |                                                  |
| 1970                                                    | 1970                                             |                                                  | 10 355                                           |                                                  |
| 1975                                                    | 1975                                             |                                                  | 10 872                                           |                                                  |
| 1980                                                    | 1980                                             |                                                  | 10 805                                           |                                                  |
| 1985                                                    | 1985                                             |                                                  | 10 224                                           |                                                  |
| 1990                                                    | 1990                                             |                                                  | 10 274                                           |                                                  |
| 1995                                                    | 1995                                             |                                                  | 10 304                                           |                                                  |
| 2000                                                    | 2000                                             |                                                  | 9 551                                            |                                                  |
| 2005                                                    | 2005                                             |                                                  | 9 408                                            |                                                  |
| 2010                                                    | 2010                                             |                                                  | 9 091                                            |                                                  |
| 2015                                                    | 2015                                             |                                                  | 8 945                                            |                                                  |
| 2020                                                    | 2020                                             |                                                  | 9 043                                            |                                                  |
| Anm: * All statistik baserar sig på dagens kommungräns. |                                                  |                                                  |                                                  |                                                  |

### Hälsa
Grums kommun har från år 2009 till 2019 varit den kommun i Sverige där flest bekräftade suicid begåtts, med ett genomsnitt på 3,11 per 1 000 invånare.

## Kultur

### Kulturarv
Det finns ett större antal fornminnen i kommunen där kuvertgraven, med stensättningar från järnåldern, är ett av de mer kända. Fornminnet är beläget i Sveaparken i centrala Grums. I kommunen återfinns även Värmlands näst största röse, Svenstorps bronsåldersröse. Bland de som begravts där, tror många, finns Sveakungen Åle den uppländske. Bland andra fornlämningar finns Edsholms borgruin.

### Kommunvapen
Blasonering: I blått fält en kyrka av silver med korsprydd takryttare på mitten och kors över vardera gaveln samt med svarta fönster; däröver en ginstam av silver belagd med tre blåa cirkelsågklingor.
Grums kommunvapen fastställdes för Grums köping 1952 och registrerades oförändrat för kommunen 1974. Kyrkan är en äldre kyrka i Grums och sågklingorna är symbol för träförädlingsindustrin.